# معاملة المثليين في جمهورية إفريقيا الوسطى
يواجه الأشخاص من المثليين والمثليات ومزدوجي التوجه الجنسي والمتحولين جنسياً (اختصاراً: LGBT) في جمهورية إفريقيا الوسطى تحديات قانونية واجتماعية لا يواجهها غيرهم من المغايرين جنسيا. يعد النشاط الجنسي المثلي بين الذكور وبين الإناث قانونيا في جمهورية إفريقيا الوسطى، لكن يواجه الأشخاص من مجتمع المثليين وصمة عار بين السكان. كما أن المنازل التي يعيش فيها الشركاء المثليون غير مؤهلة للحصول على نفس الحماية القانونية المتاحة للأزواج المغايرين، مع وجود عدة تقارير تتحدث عن مستوى عالي من التمييز والانتهاكات ضد مجتمع المثليين.
تعتبر جمهورية إفريقيا الوسطى من الدول الإفريقية القليلة التي وقعت على البيان المشترك بشأن إنهاء أعمال العنف وانتهاكات حقوق الإنسان ذات الصلة القائمة على التوجه الجنسي والهوية الجندرية في الأمم المتحدة، الذي يدين العنف والتمييز ضد مجتمع المثليين.

## قانونية النشاط الجنسي المثلي
يعتبر النشاط الجنسي المثلي قانونيا.
ومع ذلك، وجد تقرير حقوق الإنسان الصادر عن وزارة الخارجية الأمريكية لعام 2012 أنه:

يجرم قانون العقوبات النشاط الجنسي المثلي بالتراضي. عقوبة «التعبير العلني عن الحب» بين أشخاص من نفس الجنس هي السجن لمدة تتراوح بين ستة أشهر وسنتين أو غرامة تتراوح بين 150.000 و 600000 فرنك إفريقي (300 دولار و 1200 دولار). عندما يكون أحد المشاركين طفلاً، يمكن الحكم على الشخص البالغ بالسجن لمدة تتراوح بين سنتين وخمس سنوات أو بغرامة تتراوح بين 100000 و 800000 فرنك إفريقي (200 دولار و 1600 دولار)؛ ومع ذلك، لم تكن هناك تقارير تفيد بأن الشرطة اعتقلت أو احتجزت أشخاص [في عام 2012] بموجب هذه الأحكام.

## الاعتراف القانوني بالعلاقات المثلية
لا يوجد اعتراف قانوني بالعلاقات المثلية.
يحظر الدستور زواج المثليين وذلك عبر تعريف الزواج في المادة 7 من الدستور بأنه «الاتحاد بين رجل واحد وامرأة... الأسرة والزواج تحت حماية الدولة».

## التبني وتنظيم الأسرة
وفقًا لموقع الويب الخاص بالحكومة الفرنسية، يحق للأشخاص العزّاب والمتزوجين تبني الأطفال. لا يوضح موقع الويب ما إذا كان العزّاب من مجتمع المثليين غير مؤهلين أم لا.

## ظروف الحياة
وفقا لتقرير وزارة الخارجية الأمريكية لحقوق الإنسان لعام 2012:

في حين يوجد تمييز رسمي قائم على التوجه الجنسي، لم ترد تقارير عن استهداف الحكومة للمثليين والمثليات. ومع ذلك، فقد ترسخ التمييز المجتمعي ضد المثليين والمثليات ومزدوجي التوجه الجنسي والمتحولين جنسيا، ونسب العديد من المواطنين وجود المثلية الجنسية إلى التأثير الغربي غير الضروري. لم تكن هناك منظمات معروفة تدافع عن مجتنع المثليين أو تعمل لصالحه.

## ملخص
| قانونية النشاط الجنسي المثلي                                                                  | (كان دوما قانوني)                           |
| المساواة في السن القانوني للنشاط الجنسي                                                       | Yes                                         |
| قوانين مكافحة التمييز في التوظيف                                                              | No                                          |
| قوانين مكافحة التمييز في توفير السلع والخدمات                                                 | No                                          |
| قوانين مكافحة التمييز في جميع المجالات الأخرى (تتضمن التمييز غير المباشر، خطاب الكراهية)      | No                                          |
| قوانين مكافحة أشكال التمييز المعنية بالهوية الجندرية                                          | No                                          |
| زواج المثليين                                                                                 | (حظر دستوري على زواج المثليين منذ عام 2016) |
| الاعتراف القانوني بالعلاقات المثلية                                                           | No                                          |
| تبني أحد الشريكين للطفل البيولوجي للشريك الآخر                                                | No                                          |
| التبني المشترك للأزواج المثليين                                                               | No                                          |
| يسمح للمثليين والمثليات ومزدوجي التوجه الجنسي والمتحولين جنسيا بالخدمة علناً في القوات المسلحة | No                                          |
| الحق بتغيير الجنس القانوني                                                                    | No                                          |
| علاج التحويل محظور على القاصرين                                                               | No                                          |
| الحصول على أطفال أنابيب للمثليات                                                              | No                                          |
| الأمومة التلقائية للطفل بعد الولادة                                                           | No                                          |
| تأجير الأرحام التجاري للأزواج المثليين من الذكور                                              | (غير قانوني للأزواج المغايرين كذلك)         |
| السماح للرجال الذين مارسوا الجنس الشرجي التبرع بالدم                                          | No                                          |